# بوهدان کوبزار
بوهدان کوبزار (اوکراینی: Богдан Михайлович Кобзар؛ زادهٔ ۲۲ آوریل ۲۰۰۲) بازیکن فوتبال اهل اوکراین است.